# Do You Know?
『Do You Know?』（ドゥー・ユー・ノウ）は、nobodyknows+のメジャー1枚目のアルバムである。

## 解説
- インディーズを含め初となるフルアルバム。3枚のシングル曲のほか、インディーズ時代のミニアルバムからの楽曲も新録で収録されている。

## 収録曲
全曲、作詞：g-ton, CRYSTAL BOY(except M10), ヤス一番?(except M10,13,15)　, HIDDEN FISH(except M10,13,15)　, ノリ・ダ・ファンキー・シビレサス(except M10,13,15)　作曲：DJ MITSU
1. innocent word  (3:14) 
歌詞には、彼らのグループ名やメンバーの名前が登場する。
2. 以来絶頂-album mix-  (5:25) 
1stシングル
イントロと導入のラップパートが追加されたバージョン。
3. ススミダス→(4:36)
ミニアルバム『ススミダス→』収録
4. SUMMER(4:14)
5. 熱帯夜(4:40)
6. Theme from nobodyknows+ pt.9(0:39)
7. ココロオドル(4:10) 
3rdシングル。
テレビ東京系アニメ『SDガンダムフォース』エンディングテーマ
8. 太陽と少年 featuring ダンカン(5:12)
シングル「以来絶頂」収録。
冒頭のダンカンによるナレーション部分はノリ・ダ・ファンキーシビレサスが書いた。[1]
9. RASH feat.coba(3:44)
10. understan'?(Theme from nobodyknows+ pt.0)(3:42)
DJ MITSUとg-tonがnobody knowsを結成して最初に制作した「understan'?」(ミニアルバム『nobody knows』収録)のg-tonのリリックに対して、再度DJ MITSUが新たにトラックを作って出来た楽曲。g-tonのラップも今作のために再録されている。[1]
11. 二十一世紀旗手-album mix-(5:09) 
ミニアルバム『nobody knows2』収録。
HIDDEN FISHとノリ・ダ・ファンキーシビレサスのパートが新たに追加されているバージョン。
12. ポロン2(5:04) 
2ndシングル
13. センチメンタル バス(5:51) 
ミニアルバム『nobody knows3』収録
14. slow down(3:22)
15. 家々〜撰ばれてあることの恍惚と不安とふたつ我にあり〜-album mix-(5:00) 
ミニアルバム『nobody knows3』収録
イントロが追加されたアルバムバージョン。